# Tapping the Vein
Tapping the Vein peti je studijski album njemačkog thrash metal sastava Sodom. Album je objavljen 1. kolovoza 1992. godine, a objavila ga je diskografska kuća Steamhammer/SPV.
Sastav značajno uvodi elemente death metala, više nego na prijašnjim albumima. Također je zadnji album s prvobitnim bubnjarom sastava Witchhunterom.

## Popis pjesama
Glazba: Sodom.
| 1. | »Body Parts«             | 3:02 |
| 2. | »Skinned Alive«          | 2:27 |
| 3. | »One Step over the Line« | 5:06 |
| 4. | »Deadline«               | 3:51 |
| 5. | »Bullet in the Head«     | 3:01 |
| 6. | »The Crippler«           | 4:09 |

| Strana B | Strana B           | Strana B | Strana B | Strana B | Strana B | Strana B | Strana B | Strana B | Strana B |
| Br.      | Skladba            | Trajanje |          |          |          |          |          |          |          |
| -------- | ------------------ | -------- | -------- | -------- | -------- | -------- | -------- | -------- | -------- |
| 7.       | »Wachturm«         | 3:46     |          |          |          |          |          |          |          |
| 8.       | »Tapping the Vein« | 5:10     |          |          |          |          |          |          |          |
| 9.       | »Back to War«      | 3:13     |          |          |          |          |          |          |          |
| 10.      | »Hunting Season«   | 4:27     |          |          |          |          |          |          |          |
| 11.      | »Reincarnation«    | 7:49     |          |          |          |          |          |          |          |
| 46:01    |                    |          |          |          |          |          |          |          |          |

## Zasluge
Sodom
- Tom Angelripper – vokali, bas-gitara
- Andy Brings – gitara
- Chris Witchhunter – bubnjevi, udaraljke

Ostalo osoblje
- David Nash - pomoćnik inženjer zvuka
- Jan Wichers - pomoćnik inženjera zvuka
- Babse Thoben - fotografija
- Dieter Braun - omot albuma
- Jürgen Huber - omot albuma
- Harris Johns - produciranje, snimanje, inženjer zvuka